# Sosibios de Laconie
Pour les articles homonymes, voir Sosibios.
Sosibios (en grec ancien Σωσίβιος) est un auteur hellénistique du IIe siècle av. J.-C., auteur d'une histoire de Sparte qui n'a survécu que par une trentaine de fragments rassemblés par Felix Jacoby en IIIB no 595 des Fragmente der griechischen Historiker. Il a peut-être été l'une des sources de Pausanias.